# Portugal no Festival Olímpico da Juventude Europeia de Inverno de 2025
Portugal vai competir nos Festival Olímpico da Juventude Europeia de Inverno de 2025 em Bakuriani, na Geórgia. Os atletas portugueses têm competido em todas as edições do Festival Olímpico da Juventude Europeia de Inverno desde a estreia de Portugal Festival Olímpico da Juventude Europeia de Inverno de 2007 em Jaca, na Espanha. Vão estar em competição, entre 9 e 16 de fevereiro de 2025, 2 atletas em 1 modalidade.

## Atletas e Modalidades

### Calendário
O calendário do Comité Olímpico de Portugal de eventos e competições para o Festival Olímpico Europeu da Juventude de Inverno de 2025, segundo o calendário da entidade organizadora.
| CA | Cerimónia de Abertura | CE | Cerimónia de Encerramento |  | Evento Competição |

|              | 9  | 10 | 11 | 12 | 13 | 14 | 15 | 16 |
| ------------ | -- | -- | -- | -- | -- | -- | -- | -- |
| Cerimónias   | CA |    |    |    |    |    |    | CE |
| Esqui Alpino |    |    |    |    |    |    |    |    |
|              | 9  | 10 | 11 | 12 | 13 | 14 | 15 | 16 |

|              | 9 | 10 | 11 | 12 | 13 | 14 | 15 | 16 |
| ------------ | - | -- | -- | -- | -- | -- | -- | -- |
| Esqui Alpino | 2 | 2  | 2  | 2  | 2  | 1  | 0  | 0  |

### Atletas
A lista de atletas portugueses qualificados para o FOJE de Inverno de 2025.
| Modalidade   | Homens | Mulheres | Total |
| ------------ | ------ | -------- | ----- |
| Esqui alpino | 1      | 1        | 2     |
| Total        | 1      | 1        | 2     |

## Esqui Alpino
A participação portuguesa em Bakuriani na Geórgia inicia-se a 10 de fevereiro de 2025. Portugal estreia-se na vertente masculina no Slalom Gigante, estando a prova feminina agendada para o dia seguinte. A prova de Slalom masculino será a 13 de fevereiro e a feminina a 14 de fevereiro. Os eventos serão realizados na Estância de Esqui Alpino de Bakuriani, na encosta de Didveli.
| Atleta                | Prova          | 1ª Manga      | 1ª Manga  | 2ª Manga      | 2ª Manga  | Total            | Total     |
| Atleta                | Prova          | Tempo         | Posição   | Tempo         | Posição   | Tempo            | Posição   |
| --------------------- | -------------- | ------------- | --------- | ------------- | --------- | ---------------- | --------- |
| Nahia Vieira da Fonte | Slalom         | DNF           | DNF       | DNF           | DNF       | DNF              | DNF       |
| Nahia Vieira da Fonte | Slalom Gigante | 57.56 (+9.35) | 53º lugar | 59.00 (+7.66) | 42º lugar | 1:56.56 (+17.01) | 42º lugar |

| Atleta           | Prova          | 1ª Manga      | 1ª Manga  | 2ª Manga      | 2ª Manga  | Total           | Total     |
| Atleta           | Prova          | Tempo         | Posição   | Tempo         | Posição   | Tempo           | Posição   |
| ---------------- | -------------- | ------------- | --------- | ------------- | --------- | --------------- | --------- |
| Emeric Guerillot | Slalom         | DNF           | DNF       | DNF           | DNF       | DNF             | DNF       |
| Emeric Guerillot | Slalom Gigante | 53.30 (+4.32) | 52º lugar | 52.12 (+3.68) | 43º lugar | 1:45.42 (+7.71) | 44º lugar |

Legenda
| Recorde mundial      | Recorde mundial (World record)               |                       | Recorde africano                      | Recorde africano (African) |                                           | Q | Classificado por posição (Qualified) |
| Recorde olímpico     | Recorde olímpico (Olympic record)            | Recorde da América    | Recorde da América (Americas)         | q                          | Classificado por melhor tempo (Qualified) |   |                                      |
| Melhor marca do ano  | Melhor marca do ano (World leading)          | Recorde asiático      | Recorde asiático (Asian)              | DNS                        | Não largou (Did not start)                |   |                                      |
| Recorde nacional     | Recorde nacional (National record)           | Recorde europeu       | Recorde europeu (European)            | DNF                        | Não terminou (Did not finish)             |   |                                      |
| Recorde pessoal      | Recorde pessoal do atleta (Personal best)    | Recorde da Oceania    | Recorde da Oceania (Oceania)          | DSQ / DQ                   | Desclassificado (Disqualified)            |   |                                      |
| Recorde da temporada | Recorde da temporada do atleta (Season best) | Recorde sul-americano | Recorde sul-americano (South America) | NM                         | Sem marca (No mark)                       |   |                                      |